# Паньлун
Паньлу́н (кит. упр. 盘龙, пиньинь Pánlóng) — район городского подчинения городского округа Куньмин провинции Юньнань (КНР). Район назван по протекающей здесь реке Паньлунцзян.

## История
В 765 году в этих местах был основан город Тодун, давший начало современному Куньмину.
К моменту вхождения в состав КНР Куньмин делился на много мелких районов. Новые власти стали их постепенно сливать друг с другом, и в итоге в 1956 году в результате реформы административного деления районы № 1 и № 3 были объединены в новый район, получивший название «Паньлун». До 2011 года именно здесь размещалось Народное правительство Куньмина.
В 2018 году район был значительно расширен за счет части земель уезда Сунмин.

## Административное деление
Район делится на 12 уличных комитетов.